# The Island
The Island är en amerikansk långfilm som hade biopremiär i USA den 22 juli 2005.

## Handling
Filmen utspelas i framtiden (sett utifrån året filmen gjordes), år 2019. På grund av förgiftning och miljöförstöring har jordens människor samlats i en stad. Med hjälp av ett komplicerat övervakningssystem ser datasystemet till att envar äter en näringsriktig kost. Det enda som håller hoppet om ett bättre liv uppe är ett lotteri där människor slumpmässigt väljs ut och får lämna staden och komma till The Island, ett paradis som aldrig har blivit förgiftat.
En av dessa människor är Lincoln 6 Echo som undrar om världen utanför. Han blir kallad till psykolog och berättar om sin återkommande dröm: att han befinner sig på en båt. Psykologen försöker lugna honom - har han inte allt han behöver? Han får jobba som laboratorietekniker, äta i den gemensamma matsalen, får klä sig i snygga vita kläder och ständigt ompysslad av den allestädes närvarande vaktpersonalen.
Lincolns bästa kompis är Jordan 2 Delta som har turen att vinna lotteriet. På natten innan hon ska lämna staden vaknar han efter sin dröm, lämnar rummet och tar sig in där endast övervakningspersonalen har tillträde. Iklädd en läkarrock blir han vittne till hur en ung kvinna dödas efter att ha fött barn. En man som också har vunnit lotteriet nyligen ligger på ett operationsbord och ett läkarlag ska plocka ut hans organ.
Hela hans värld verkar vara något helt annat än vad han har fått lära sig. Lincoln lyckas dock få tag i Jordan och tillsammans lyckas de fly till utsidan. Sakta går sanningen upp för dem: deras samhälle är en enda klinik för att odla fram mänskliga organ, människorna i staden är kloner, deras minnen om ett tidigare liv är inplanterade och de får bara leva tills deras original behöver deras organ för transplantation. Lincoln och Jordan är egentligen bara 3-4 år gamla, vet ingenting om världen utanför men bestämmer sig för att ta sig till Los Angeles.
Men företaget som äger kloningskliniken inser att mycket står på spel om allmänheten får veta att klonade människor används som slit-och-släng varor och sätter därför in en halvmilitär styrka för att stoppa de två rymmarna.

## Om filmen
- The Island regisserades av Michael Bay.
- Även filmen Blade Runner utspelas år 2019 i Los Angeles men skildringen av livet i storstaden skiljer sig åt.
- Yachten i filmen är äkta och går under namnet Wally 118.

## Rollista (urval)
- Ewan McGregor - Lincoln 6 Echo/Tom Lincoln
- Scarlett Johansson - Jordan 2 Delta/Sarah Jordan
- Djimon Hounsou - Albert Laurent, ledare för specialstyrkan
- Steve Buscemi - McCord, tekniker på kliniken
- Sean Bean - Merrick, klinikens chef
- Michael Clarke Duncan - Starkweather

### Fotnoter
1. ↑  ”The Island”. Box Office Mojo. 26 augusti 2005. http://www.boxofficemojo.com/movies/?id=island05.htm. Läst 21 september 2016.